# على الطائر

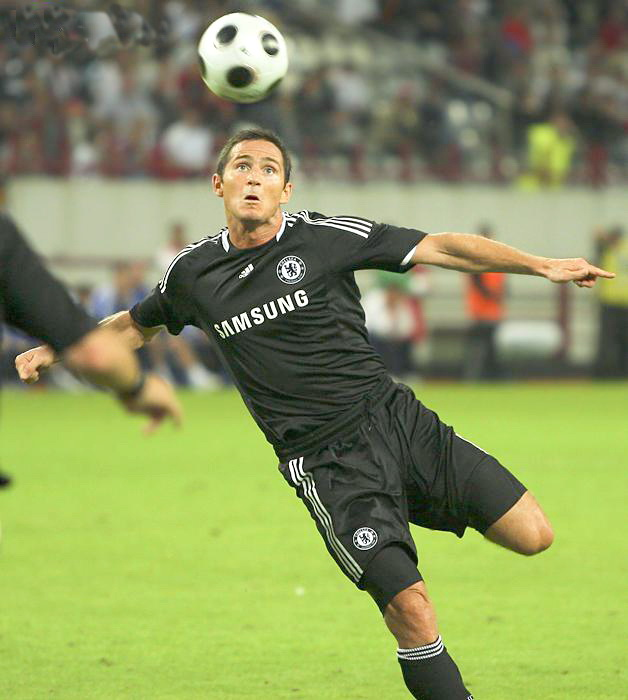
لاعب جلسي السابق وهدافه فرانك لمبرد يستعد لتنفيذ تسديدة على الطائر.

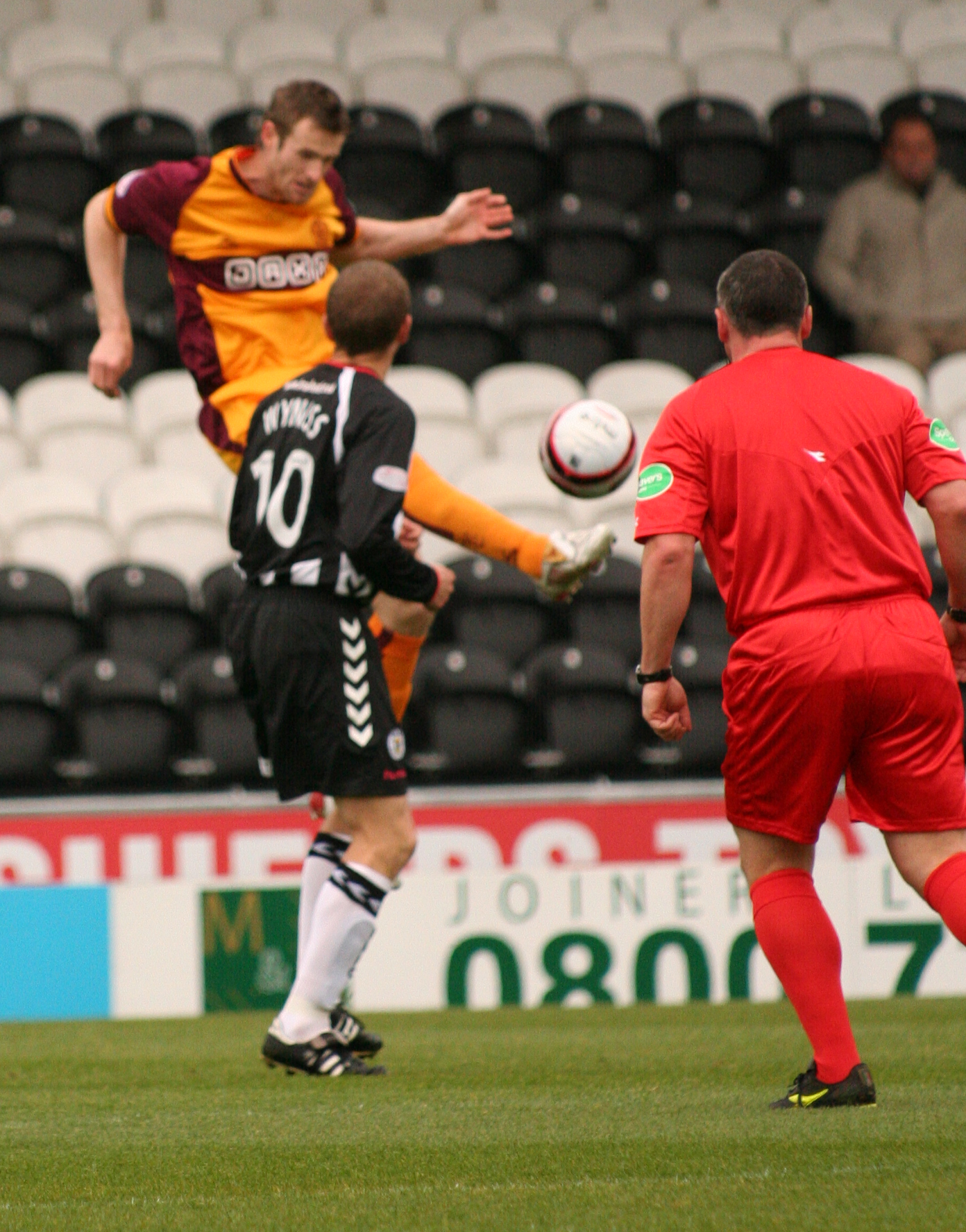
لاعب مذرويل بريان مكلين (باللون الكهرماني) يسدد الكرة في مباراة ضد سَنت ميرين

على الطائر هي ضربة هوائية في كرة القدم حيث تركل قدم اللاعب الكرة قبل أن تمس الأرض. قد يكون من الصعب للغاية تصويب الكرة الطائرة وتتطلب تنسيقًا جيدًا بين القدم والعين وتوقيتًا جيدًا. نصف الطائر هو مفهوم مماثل، ولكنه يحدث عندما ترتد الكرة للتو من الأرض وليس في الهواء.